# Angelo Cresco
Angelo Gaetano Cresco (Verona, 21 settembre 1941) è un politico e sindacalista italiano.

## Biografia
Cresce a Garda in una famiglia povera. Il padre artigiano antifascista aderì fin da giovane al Partito Comunista, perseguitato durante il regime, fece parte del CLN del suo paese. La mamma, oltre accudire la famiglia, lavorava nelle ville dei benestanti locali.
I nonni entrambi avevano vissuto l’emigrazione: uno negli Stati Uniti dal 1903 al 1920, l’altro con la famiglia nella miniera di carbon fossile nel Voralberg Austriaco ai confini del Lussemburgo, dove è nata sua madre.
Cresco, dopo le elementari passava le sue vacanze scolastiche prima a servizio dei nobili dove aveva lavorato la mamma e poi in un Hotel del luogo per guadagnarsi i mezzi per frequentare le scuole secondarie ad avviamento industriale a Verona, finite le quali la famiglia, con il suo disappunto confessa di non poter fargli continuare gli studi. 
Convince allora i genitori ad accettare l’offerta di lavoro in Baviera da parte del gestore tedesco dell’albergo dove, nel frattempo, lavorava la mamma a Garda.  Dopo tre mesi, però si ammalò e senza cure fu costretto a tornare a casa.
Un suo concittadino gli offrì la possibilità di lavorare alla Philips di Monza, che tra l’altro offriva una scuola serale di elettrotecnica per i suoi dipendenti. Si presenta ma deve attendere i 16 anni per essere assunto. Lavora e frequenta la scuola serale.
In fabbrica viene avvicinato dal sindacato CGIL e viene eletto membro della commissione interna prima e poi presidente della stessa a 21 anni. Alla Philips lavoravano 1.200 persone. Si iscrive alla Federazione Giovanile Socialista di Monza, dove viveva, e ne diventa il segretario.
Durante le manifestazioni contro il Governo Tambroni prima e per la morte dello studente Ardizzone viene fermato e trattenuto per una giornata in Questura. Nel Partito a Monza segue il professor Antonielli, docente universitario e scrittore e a livello provinciale si schiera con i sindacalisti rappresentati da Bruno Di Pol e dall’onorevole Giovanni Mosca. Nel 1962 partecipa a Roma alla manifestazione del 70° del partito dove Pietro Nenni pronuncia il famoso discorso della “Stanza dei Bottoni” ovvero la futura partecipazione al Governo.
A 23 anni viene eletto Segretario della Camera del Lavoro di Corsico e diventa funzionario a tempo pieno del sindacato.
Viene eletto prima nella segreteria provinciale del Sindacato dei Poligrafici e Cartai di Milano e successivamente segretario della Camera del Lavoro di Monza dove subisce da parte dei carabinieri una violenza e denuncia durante gli scioperi, alla Candy di Brugherio. Denuncia conclusasi con la sua assoluzione piena. Nello stesso anno viene eletto membro supplente del direttivo provinciale del PSI di Milano. Nel partito sostiene la componente della sinistra lombardiana.
Alla fine del 1966 si ammala seriamente suo padre e per stargli vicino ritorna a Verona e diventa Segretario Generale aggiunto della Camera del Lavoro dove la componente sindacale socialista era stata indebolita dalla scissione psiuppina.
Nel 1972 entra nella segreteria regionale veneta del CGIL ed è membro dell’Assemblea Nazionale della stessa. Nel 1974 Lama e Marianetti lo propongono come segretario generale della Camera del Lavoro di Vicenza.
Nel 1976 si candida alla Camera dei deputati ed è eletto: è componente della Commissione lavoro e previdenza sociale della Camera. Nello scandalo della Lockheed in dissenso con il partito, firma assieme al collega Marte Ferrari la mozione contro Mariano Rumor, Presidente del Consiglio.
Nel 1979 viene rieletto deputato. Diventa Sottosegretario al Lavoro e alla Previdenza Sociale dei governi Spadolini I e II e Fanfani V. In quegli anni si scontra con il Ministro Di Giesi in difesa delle pensioni dei lavoratori. Nel 1983 viene rieletto per la terza volta a Montecitorio.
Rappresenta il PSI nella Associazione interparlamentare italiana e ne diventa Vicepresidente con l’on. Giulio Andreotti Presidente.
Presiede la Conferenza Mondiale di Parigi a Palais Bourbon per sostenere i diritti del popolo Saharawi e del fronte del Polisario.
Nel 1985 viene eletto Vicepresidente del gruppo parlamentare e membro della direzione del PSI in rappresentanza della sinistra del partito.
Nel 1986 ritorna al governo come Sottosegretario all’Industria e Commercio nel terzo Governo Craxi con l’On. Valerio Zanone Ministro. È questa la sua più intensa e produttiva esperienza di Governo.
Nel 1987 viene rieletto deputato per la quarta volta e diventa Sottosegretario ai Trasporti nei Governi Goria I e De Mita I, dal quale si dimette per candidarsi a Segretario Regionale del PSI Veneto, venendo eletto nel 1992.
Nello stesso anno viene rieletto per la quinta volta alla Camera dei deputati. Partecipa ai lavori della Commissione Difesa come Segretario. Componente della delegazione parlamentare italiana all’Assemblea del CSCE (Conferenza per la Sicurezza e la Cooperazione in Europa” dove aderivano oltre 50 paesi. 
Come Vicepresidente dell’Interparlamentare ha guidato la delegazione italiana in Iraq, Svezia, Corea del Nord, Unione Sovietica, Siria, Giordania, India, Uruguay, Australia, Gran Bretagna. Inoltre è commissario Osservatore C.S.C.E. prime elezioni democratiche della Moldavia.
Nella sua attività parlamentare ha presentato 269 progetti di legge di cui 56 come primo firmatario e 213 come altro firmatario. Ha presentato 336 atti di indirizzo e controllo (interrogazioni, interpellanze e mozioni). È intervenuto 76 volte tra interventi in Assemblea e in Commissione.
Dagli anni '80 e fino al 1992 è stato anche consigliere comunale a Verona.
Dal 2000 al 2004 è Segretario Regionale Veneto del Nuovo PSI, mentre nel 2006 segue Bobo Craxi nella scissione che dà vita a I Socialisti.

### Altre attività extra-politiche
Dal 1995 al 1997 è stato consulente per progetto micro insediamento attività in Albania – Collaboratore con Coop. La Spezia – Formazione e progetti Joint Venture nei Paesi dell’est. Dal 1998 al 2003 è titolare di un'agenzia Infostrada-Omnitel.
Dal 2003 al 2014 è consulente operativo di una cooperativa sociale con 1500 soci. Nel 2014 fonda la scuola di musica “Luciano Moratti” per i giovanissimi.
Dal 2015 al 2018 ha svolto di ruolo di Presidente di Depurazioni Benacensi, società pubblica di proprietà dei Comuni.
Dal 2018 è Presidente di AGS – Azienda Gardesana Servizi S.p.A., una società in house multiutility che gestisce tra l’altro il servizio idrico di 20 comuni e il collettore del lago di Garda.